# Word Is Out
"Word Is Out" er en sang af den australske sangeren Kylie Minogue fra hendes fjerde studiealbum Let's Get to It (1991). Sangen blev skrevet og produceret af Mike Stock og Pete Waterman, og blev udgivet som albummets første single den 28. august 1991.

## Formater og sporliste
CD single
1. "Word Is Out" – 3:34
2. "Word Is Out" (12" version) – 5:53
3. "Say the Word - I'll Be There" – 4:00

Australian CD single
1. "Word Is Out" (Summer Breeze 7" Mix) – 3:41
2. "Say the Word - I'll Be There" – 4:00
3. "Word Is Out" (Summer Breeze 12" Mix) – 7:41

Britiske / New Zealand kassette
1. "Word Is Out" – 3:34
2. "Say the Word - I'll Be There" – 4:00

Australske kassette
1. "Word Is Out" (Summer Breeze 7" Mix) – 3:41
2. "Say the Word - I'll Be There" – 4:00
3. "Word Is Out" (Summer Breeze 12" Mix) – 7:41

## Hitlister
| Hitliste (1991)                   | Placering |
| --------------------------------- | --------- |
| Australien (ARIA Charts)          | 10        |
| Storbritannien (UK Singles Chart) | 16        |